# 滋賀農業公園ブルーメの丘
滋賀農業公園ブルーメの丘（しがのうぎょうこうえんブルーメのおか）は、滋賀県蒲生郡日野町にある農業公園である。1997年4月19日開業。指定管理者制度に基づき、株式会社ワールドインテック パークマネジメント事業本部(旧:株式会社ファーム)が管理・運営している。。

## 概要

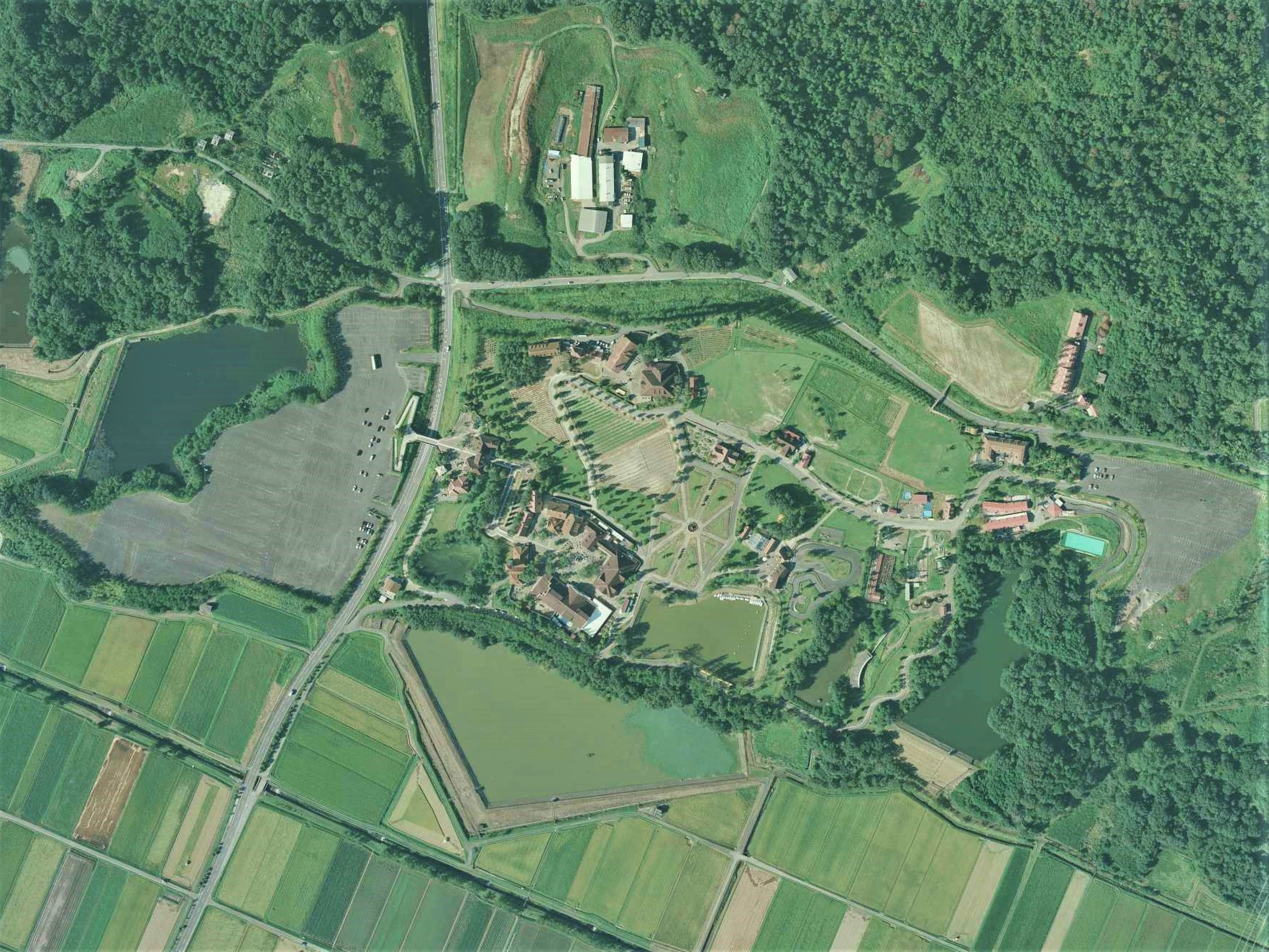
ブルーメの丘周辺の空中写真。（2011年4月7日撮影）。

中世ドイツをイメージした、酪農・ふれあい・体験をテーマに自然の中で遊びを通じて感性を育む体験型農業公園。
営業時間および休園日は、シーズン中（3月1日から11月30日）と、冬季期間中（12月1日から2月28日）で異なる。
入園料は、大人（中学生以上）1,000円、こども（4歳から小学生）600円で、3歳以下は無料である。また、飼い犬の入園にも300円の支払いを要する。その他、団体料金・学校行事団体料金・障がい者料金がそれぞれ設定されており、年間パスポート（大人3,800円、こども2,300円）も購入できる。なお、各施設の利用には別途料金が必要である。“総合案内”.   株式会社ファーム. 2019年10月17日閲覧。
- 施設“ブルーメの丘パンフレット裏”.   株式会社ファーム. 2019年10月17日閲覧。
  - 公園ゾーン
    - はじまりのエリア（入場ゲート、チケット売り場、ゲートショップ、ブルーメドッグラン）
    - にぎわいのエリア（時計台の売店、農村レストラン、バーベキューハウス、シルバニアファミリーあそびのお部屋、クラフト体験工房、パン工房、ソーセージと乳製品のお店、まちカフェ、ミルクプラント、味食館）
    - あそびのエリア（アルプスジム、パターゴルフ、ミニSL、足こぎボート、コイ釣り、木製迷路、金魚つり、ゴーカート、アーチェリー、バギー、エアージャンパー、セグウェイ、コブナつり、芝すべり、おもしろ自転車、アルプスカフェ、シュピール）
    - 水のエリア（小川、じゃぶじゃぶ池）

  - 農場ゾーン
    - つどいのエリア（石窯パン屋さん、ビールとソーセージ屋台、クラフトビール工房、グルメ体験工房<農林体験ホール>、畑、ブルーベリー畑）
    - はなのエリア（メイン花畑、メイン芝生広場、ミニ温室）
    - どうぶつのエリア（動物ふれあい広場、羊の放牧場、アルパカの放牧場、馬の放牧場、乗馬場）
    - めぐみのエリア（やさい畑）
    - ブルーメ牧場（牛舎、牛の放牧場）
    - まきばの館レーベン（まきばの研修施設、まきばのレストラン、宿泊施設）

## その他
毎年、4月下旬の開園記念として京都橘高等学校吹奏楽部のマーチングパレードが実施され人気を博している。

## アクセス

### 公共交通機関
- JR東海道本線（琵琶湖線）および近江鉄道八日市線（万葉あかね線）近江八幡駅または近江鉄道本線（水口・蒲生野線）日野駅から近江鉄道バス北畑口行きで幅野町停留所下車、徒歩10分。

### 自動車
- 名神高速道路 八日市ICより約20分、蒲生スマートIC（ETC搭載車のみ）より約20分
- 新名神高速道路 甲賀土山ICより約25分